# تشارلي إلجار
تشارلي إلجار (بالإنجليزية: Charlie Elgar)‏ هو موزع أمريكي، ولد في 13 يونيو 1879 في نيو أورلينز في الولايات المتحدة، وتوفي في 1 أغسطس 1973.